# Piraquê
Piraquê é um município brasileiro do estado do Tocantins. Localiza-se a uma latitude 06° 46' 25" sul e a uma longitude 48° 17' 49" oeste, estando a uma altitude de 186 metros. Sua população estimada em 2013 era de 3.017 habitantes.
Possui uma área de 1 178,69 km².

## Toponímia
A cidade foi batizada por Adelcides Carneiro, Anésio Carneiro e Sinésio Carneiro,Ambos fazem parte da Família Carneiro tradicional desta Região  em 1972, quando, ao seguirem pela estrada Levando uma boiada  e descansarem na beira de um córrego, mataram um poraquê. O córrego, bem como a região e o povoado local, teriam sido chamados de Poraquê. Aos poucos, o nome teria mudado para Piraquê.
Alternativamente, "piraquê" também é um termo da língua tupi que significa "entrada de peixe", através da junção dos termos pirá (peixe) e iké (entrar).

## História
A partir da década de 1950, a região foi colonizada por famílias procedentes dos estados brasileiros de Goiás, Minas Gerais, Piauí, Ceará e Maranhão, que se dedicaram à agropecuária e à extração de madeira.
Os primeiros habitantes do local foram duas famílias de desbravadores: os Carneiros, cujo representante era Altino Sousa Carneiro e os Cerqueiras, cuja maior representante era Maria Cerqueira Silva.
A cidade é cercada por grandes latifúndios onde se criam gado de corte. O primeiro prefeito foi Zeca Batista, nomeado em 1990, que conseguiu a emancipação do município que pertencia ao município de Xambioá e depois ao de Wanderlândia, em 1990. Zeca Batista governou por mais um mandato, após o mandato de prefeito nomeado que durou dois anos, de 1993 a 1996, agora como prefeito eleito em em 1997, Dr. Stanley Roberto Rangel dos Santos, médico Formado pela Santa Casa de Saúde da cidade de São Paulo, foi eleito como Prefeito, ficando até o final de seu mandato em 2000.
Em 2004, Olavo Julio Macedo foi eleito prefeito. Com a  política de Reforma Agrária do Governo Federal, a cidade de Piraquê tornou-se um pequeno centro agropecuário e agricultor devido aos projetos de assentamentos rurais de Mantiqueira, Santa Marta, Brejão e Boa Esperança, que aumentaram o número de habitantes do município na zona rural e, consequentemente, impulsionaram a economia local com produção agrícola e agropecuária.

## Infraestrutura

### Rodovias
Chega-se a Piraquê através da rodovia TO-420. A TO-420 se interconecta com a BR-153 em dois pontos, sendo um a 6 km ao norte da cidade, no caminho para Xambioá, e outro no povoado Xamberlândia (em Wanderlândia), que fica a uma distância de 31 km da cidade. A BR-153 passa pela zona rural do município, mas no entanto, não passa pela zona urbana. No município, há a região dos Carneiros, um conjunto de fazendas da família Carneiro, influente nas decisões políticas locais.